# Javier López Díaz
Javier López Díaz (Puebla de Zaragoza, Puebla; 23 de febrero de 1961-ib., 22 de noviembre del 2021) fue un periodista, conductor y director de noticias mexicano. Conocido por su programa de radio Buenos días con López Díaz en Cinco Radio.

## Biografía
Nació en el año 1961 en la ciudad de Puebla. Estudió psicología en la Universidad Popular Autónoma del Estado de Puebla (UPAEP), pero su vocación era informar.
En 1980 comenzó a trabajar en Radio Oro como periodista, pero su pasión eran los deportes.

### Buenos Días con López Díaz
El 7 de noviembre del 1988 comenzó a trabajar en Grupo ACIR Puebla —hoy Cinco Radio— y fue donde surgió la oportunidad de iniciar su programa radiofónico matutino Buenos días, al que se le incluyeron sus  apellidos, López Díaz, iniciando el 1 de diciembre de ese año. Ese programa se consideró el número uno y el más escuchado en la ciudad de Puebla.

### Fallecimiento
El 23 de noviembre del 2021 a las 14:33 aproximadamente p. m., falleció de un paro cardiaco después de cumplir 60 años de vida y casi un mes de cumplir un año más en su segunda casa Cinco Radio con su programa de noticias Buenos días después de que la noticia se publicara por la redes sociales de la empresa de radio, familiares y amigos suyos —incluyendo el gobernador y alcalde de Puebla— se despidieron de este periodista. Por la tarde, en las estaciones de Cinco Radio, se trasmitió un mensaje de Coral Castillo de Cañedo, directora de la cadena, informando sobre el acontecimiento a la audiencia, enviando sus condolencias a los dolientes y manifestando su cariño y respeto por su amigo.
Un día después, sus restos fueron llevados al Panteón Municipal de Puebla, su funeral solo estuvo acompañado de amigos y familiares. Pero sus mayores admiradores y radioescuchas les llevaron flores y velas a las instalaciones de Cinco Radio en la colonia Las Hadas de Puebla.